# شاراد مالهوترا
شاراد مالهوترا (بالإنجليزية: Sharad Malhotra)‏ هو ممثل في التلفزيون الهندي، قبل ان يكون شاراد ممثل كان يعمل في الاعلانات التلفزيونية.

## حياته الشخصية
تعرف شاراد على ديفيانكا تريباثي خلال تصوير مسلسل فدية ونشأت قصة حب بينهما فقررا الارتباط ولكن انفصلا بعد سبع سنوات.

## أعماله
- مسلسل فدية (2006–2009)

## روابط خارجية
- شاراد مالهوترا على موقع IMDb (الإنجليزية)